# イナリ湖

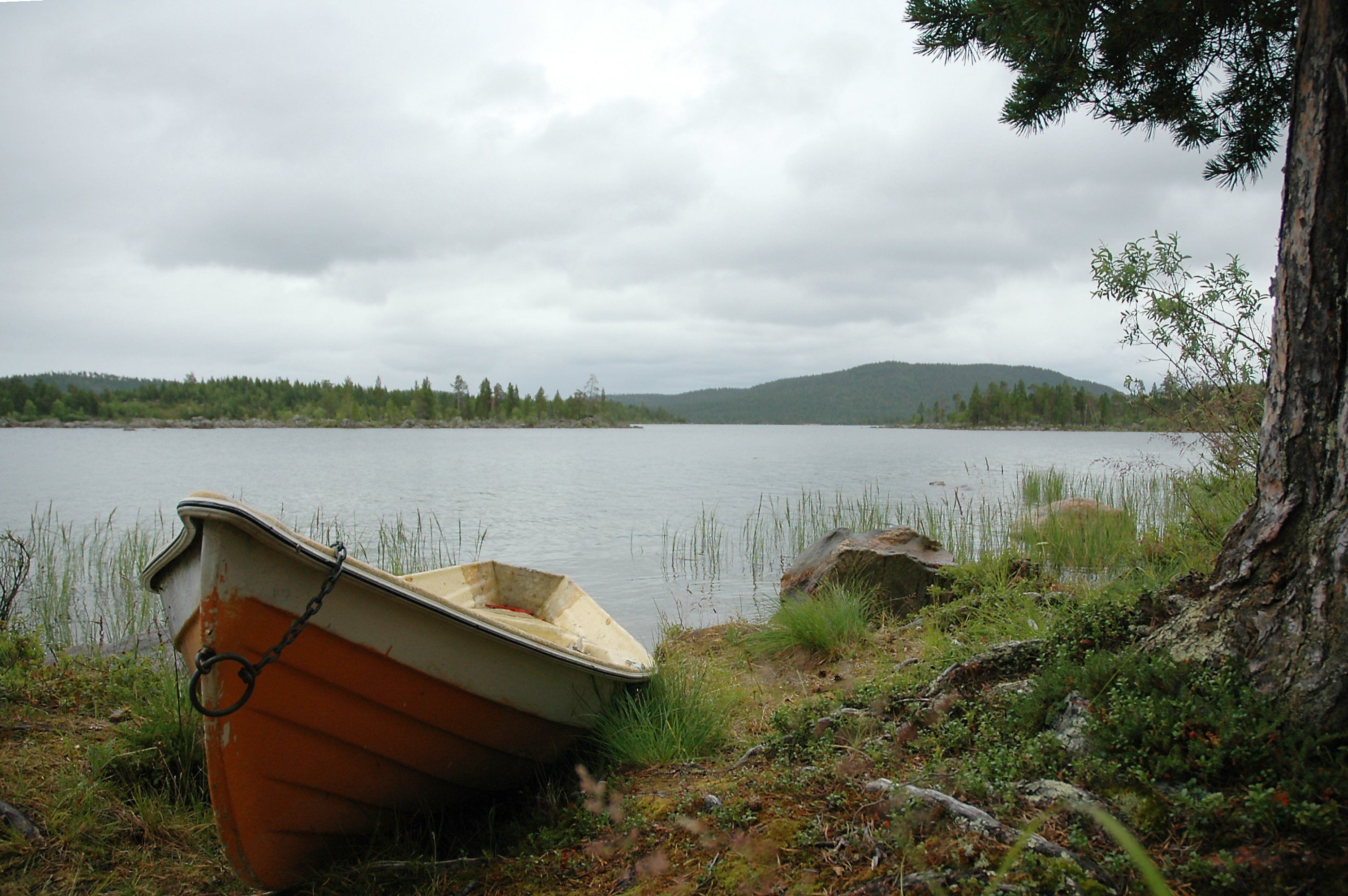
イナリ湖

イナリ湖（イナリこ、フィンランド語: Inarijärvi/Inarinjärvi、北部サーミ語: Anárjávri、イナリ・サーミ語：Aanaarjävri、スコルト・サーミ語：Aanarjäuʹrr、スウェーデン語: Enare träsk、ノルウェー語: Enaresjøen）は、フィンランドラッピ県に所在する湖。ラップランド最大の湖であり、フィンランド3番目、ヨーロッパでは6番目の大きさの湖である。ラップランドの北部地域、北極圏内にある。湖面は海抜117～119mの高さにあり、ロシア側にあるカイタコスキ発電所によって制御されている。例年11月から6月の初めまで凍結する。

## 概要
湖には3,000以上の島があり、有名な島には、古代サーミ人の間で墓地の島とされたハウトゥーマーサーリ島や古代住民が生贄を捧げた神聖な島、ウコンキヴィ島がある。マス、レイクサーモン(タイセイヨウサケの陸封型)、レイクトラウト、ホッキョクイワナ、シロマス、ホンカワヒメマス、ヨーロピアンパーチ、キタカワカマスがイナリ湖に生息している。

### 面積
面積は約1,040km2であり、湖東側から北東に向かってパーツヨキ川が流れ出ており、ヴァランガーフィヨルドからバレンツ海に注いでいる。

### 成因
イナリ湖の成因は、新生代に活動した断層によって形作られた地溝である。